# A Raiz do Coração
A Raiz do Coração é um filme português realizado em 2000 por Paulo Rocha.
A estreia em Portugal foi a 12 de Janeiro de 2001.

## Elenco
- Luís Miguel Cintra - Catão
- Joana Bárcia - Sílvia
- Isabel Ruth - Ju
- Melvil Poupaud - Vicente Corvo
- Miguel Guilherme - Óscar
- António Durães - Infante
- Filipe Cochofel - Lucas
- Bruno Schiappa - César
- Tony Lima - Mário
- Fernando Heitor - Roberta
- José Manuel Rosado - Filipa
- Fernando Santos - Prazeres
- Pedro Miguel Silva - Joaquina
- Jenni La Rue - Bruna
- Paulo Julião - Marta
- João Carlos Marques - Xana
- Cláudio Almeida - Rosa
- Teresa Roby - Mãe dos bebés
- José Manuel Mendes - Sr. Damas